# .root
.root – internetowa domena najwyższego poziomu, której istnienie zostało zaobserwowane, ale nie zostało udzielone żadne wyjaśnienie jej istnienia. Prawdopodobnie domena została stworzona przez firmę VeriSign, która obsługuje niektóre główne serwery systemu nazw internetowych DNS.